# The Way (Ariana Grande)
The Way è un singolo della cantante statunitense Ariana Grande pubblicato il 25 marzo 2013 come primo estratto dall'album di debutto Yours Truly. Il brano vede la partecipazione vocale del rapper Mac Miller.
The Way è stato pubblicato sotto l'etichetta Republic Records. La canzone ha debuttato al numero 10 e ha raggiunto il picco al numero 9 della Billboard Hot 100 degli Stati Uniti. Ciò ha reso Grande la seconda artista femminile a debuttare nella top 10 della classifica statunitense con il primo singolo del proprio album di debutto da Yael Naim, che ha lanciato New Soul nel 2008. A giugno 2023, The Way ha venduto più di 2,5 milioni di copie negli Stati Uniti ed è stato certificato triplo disco di platino.

## Antefatti e descrizione
Vista l'insoddisfazione da parte di Grande nei confronti del singolo Put Your Hearts Up (2011), che al contrario di The Way era indirizzato ad un pubblico più giovane e si distaccava completamente dal sound più ricercato che la cantante desiderava, The Way è considerato il singolo introduttivo di Ariana Grande nello scenario dell'industria musicale, in quanto singolo apripista del suo album di debutto.
Il brano è stato scritto dal produttore della canzone Harmony Samuels, al fianco di Amber Streeter, Al Sherrod Lambert, Jordin Sparks e Miller. La cantante Brenda Russell è stata accreditata tra gli autori in quanto la base contiene un campionamento della sua canzone A Little Bit of Love del 1979.
Ariana Grande ha registrato il brano nel gennaio 2013 mentre il rapper si è associato alla fine dello stesso mese. La cantante ha dichiarato in alcune interviste di essere stata in sala di registrazione le sere di gennaio e febbraio dopo aver lavorato nella sitcom Sam & Cat. Il brano, inoltre, si può ballare nel gioco Just Dance 2014.
Ad agosto 2016, tre anni dopo l'uscita di The Way, i due hanno iniziato una relazione, durata fino a maggio 2018.

## Accoglienza
Digital Spy ha dato al brano quattro stelle su cinque paragonando le sonorità e la voce di Ariana a Mariah Carey e ribattendo che la cantante ha una "voce strepitosa".

## Video musicale
Il videoclip è stato filmato il 10 e l'11 febbraio 2013. Il 16 marzo 2013, Ariana Grande carica il primo treaser del video nel suo canale YouTube. Il secondo treaser è stato pubblicato da Ryan Searcrest nel suo sito, due giorni dopo, e successivamente nella pagina della Grande. Attualmente il video ha superato le 468 milioni di visualizzazioni.

## Tracce
Testi e musiche di Harmony Samuels, Sevyn Streeter, Al Sherrod Lambert, Jordin Sparks, Malcolm McCormick e Brenda Russell.
Download digitale
1. The Way (feat. Mac Miller) – 3:46

Edizione fisica
1. The Way (feat. Mac Miller) – 3:46
2. The Way (Spanglish Remix) (feat. J Balvin) – 3:46

## Classifiche

### Classifiche settimanali
| Classifica (2013) | Posizione massima |
| ----------------- | ----------------- |
| Australia         | 37                |
| Belgio (Fiandre)  | 58                |
| Canada            | 33                |
| Corea del Sud     | 24                |
| Irlanda           | 51                |
| Nuova Zelanda     | 31                |
| Paesi Bassi       | 22                |
| Regno Unito       | 41                |
| Stati Uniti       | 9                 |

### Classifiche di fine anno
| Classifica (2013) | Posizione |
| ----------------- | --------- |
| Stati Uniti       | 31        |